# Letteratura norrena
L'espressione letteratura norrena  (norr in lingua svedese significa nord) indica le opere letterarie redatte appunto nelle lingue antiche del Nord Europa, nello specifico in islandese e norvegese antichi. Tramandate  all'inizio oralmente, nel XII secolo con la diffusione della scrittura furono fissate in modo definitivo. La letteratura norrena comprende l'Edda poetica, di autore anonimo, e l'Edda in prosa, che insieme costituiscono le principali fonti della mitologia norrena e a cui ci si riferisce spesso semplicemente come poemi dell'Edda (da óðr, plurale óðar, che significa poema o arte poetica). Oltre a questi, la letteratura norrena comprende saghe, racconti avventurosi (che avevano come protagonisti personaggi e famiglie della regione) e la poesia scaldica (gli scaldi erano poeti di corte).